# Občina Dobrova - Polhov Gradec
Občina Dobrova - Polhov Gradec je ena od občin v Republiki Sloveniji s 7.818 prebivalci zahodno od Ljubljane. Iz prejšnje, leta 1994 na severozahodnem ozemlju nekdanje ljubljanske občine Vič - Rudnik ustanovljene občine Dobrova - Horjul - Polhov Gradec se je 1998 takratna Krajevna skupnost Horjul osamosvojila v Občino Horjul.

## Naselja v občini
Babna Gora, Belica, Brezje pri Dobrovi, Briše pri Polhovem Gradcu, Butajnova, Črni Vrh, Dobrova, Dolenja vas pri Polhovem Gradcu, Draževnik, Dvor pri Polhovem Gradcu, Gabrje, Hrastenice, Hruševo, Komanija, Log pri Polhovem Gradcu, Osredek pri Dobrovi, Planina nad Horjulom, Podreber, Podsmreka, Polhov Gradec, Praproče, Pristava pri Polhovem Gradcu, Razori, Rovt, Selo nad Polhovim Gradcem, Setnica, Setnik, Smolnik, Srednja vas pri Polhovem Gradcu, Srednji Vrh, Šentjošt nad Horjulom, Stranska vas, Šujica

## Prebivalstvo
Po statističnih podatkih za leto 2020 ima občina 7.800 prebivalcev. Število počasi narašča kot posledica procesa suburbanizacije. Ob popisu leta 2001 je bila slovenščina materni jezik 6392 (95,5 %) občanom, hrvaščina pa 47 (0,7 %), srbohrvaščina osebam. Neznano je za 133 (2)% oseb. 4667 ali 69,8 % je rimokatoličanov

## Zgodovinski razvoj občine
Leta 1854 je področje ljubljanske okolice pripadalo mestu Ljubljana, in sicer okraju Ljubljana okolica, kamor je sodil kraj Dobrova.
V Kraljevini Jugoslaviji je občina Dobrova pripadala srezu Ljubljana okolica. Naselja v občini Dobrova: Brezje, Dobrova, Draževnik, Gabrje, Hruševo, Komanija, Kozarje, Osredek, Podsmreka, Razori, Stranska vas, Šujica, Vrhovci.
V času Republike Jugoslavije je občina Dobrova pripadala okraju Ljubljana okolica. Leta 1960 je bil cilj zmanjšati število občin, tako je občina Dobrova pri Ljubljani postala združena k občini Ljubljana - Vič – Rudnik. Ustava iz leta 1974 je postavila kot enega od temeljev socialističnega samoupravljanja krajevno skupnost. Tako je vzpostavljena krajevna skupnost Dobrova.
Po osamosvojitvi so prišle nove spremembe. Leta 1994 je bila občina Dobrova združena v občino Dobrova - Horjul - Polhov Gradec. Leta 1998 nastajajo nove občine. Takratna krajevna skupnost Horjul se je osamosvojila v občino Horjul, hkrati pa je nastala občina Dobrova – Polhov Gradec.